# Alice Haarburger
Alice Haarburger, née le 16 novembre 1891 à Reutlingen et morte le 26 mars 1942 à Riga, est une peintre allemande spécialiste des natures mortes, des portraits ainsi que des peintures de paysages influencée par le postimpressionnisme, la Nouvelle Objectivité ainsi que par le réalisme,.

## Carrière
Fille aînée d'un fabricant de Reutligen, elle a deux frères cadets. Sa mère est la petite-fille du libraire Isaak Hess (de), un membre très important de la communauté juive du Wurtemberg au XIXe siècle. Alice Haarburger commence très tôt à dessiner et ses premiers dessins conservés datent de 1902. L'année suivante, sa famille déménage à Stuttgart et elle intègre alors le premier lycée pour fille de la région, devenu aujourd'hui le Hölderlingymnasium. En 1911, elle entre dans l'école privée de Alfred Schmidt mais doit mettre ses études sur pause au déclenchement de la Première Guerre mondiale. Là, elle devient infirmière auxiliaire dans un hôpital de la ville et étudie en parallèle à l'Académie royale des beaux-arts du Wurtemberg. En 1920, elle rejoint la école Debschitz (de) de Munich.
Membre de l'Association des peintres du Wurtemberg, elle suit des conférences et donne également des dessins de nu et fait des journées porte ouverte dans son studio. En 1933, à la suite de la création de la Chambre de la culture du Reich, les artistes juifs sont exclus du monde culturel et l'Association exclus donc ses cinq membre juifs dont Haarburger. Jusqu'en 1938, elle reste membre de l'Association des artistes juifs de Stuttgart jusqu'à sa dissolution. Cette année-là, elle fait une demande de visa vers la Suisse par mesure de précaution mais ne l'utilise pas. En effet, sa mère étant malade, Alice Haarburger décide de rester en Allemagne pour s'occuper d'elle.
Le 19 novembre 1941, Alice Haarburger reçoit l'ordre d'« évacuer vers l'est » et le 1er décembre, elle est mise dans un train en direction du Ghetto de Riga. Elle y est assassinée par les Einsatzgruppen le 26 mars 1942 avec d'autres femmes et enfants dans la forêt de Biekerniki.
Son travail est redécouvert en 1987 à Stuttgart par l'historien de l'art Wolfgang Kermer. Environ 70 œuvres sont rédécouvertes grâce à son travail dont 41 sont exposées à Reutlingen en 2016.

## Hommages
- Des Stolpersteine sont posées devant son ancienne maison de la Sandbergerstrasse de Stuttgart pour sa famille et elle[5].

- Son nom est inscrit sur la plaque commémorative située dans la gare de Stuttgart avec celle des 2 000 autres Juifs déportés vers Riga en même temps qu'elle[3].

- Une rue porte son nom à Böblingen[6].
- En 1992, pour le cinquantième anniversaire de sa mort, une exposition lui est dédiée à la galerie Contact de Böblingen[7].
- En 2016, une exposition lui est consacrée au Spendhaus de Reutlingen sous l'égide de l'historienne de l'art Joana Pape[2].

## Galerie

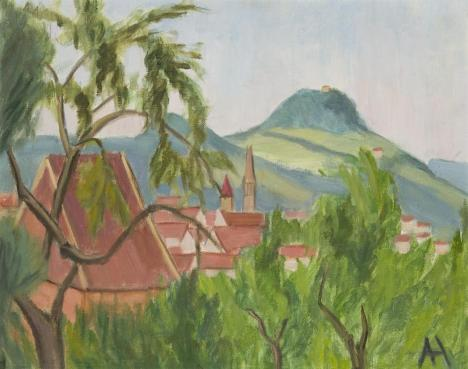
Ansicht von Reutlingen, 1930
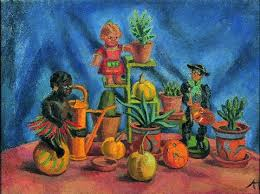
Puppenparadies, 1930